# Territórios Árticos Britânicos
Os Territórios Árticos Britânicos foram territórios na América do Norte, consistindo das ilhas que agora formam o alto ártico do Canadá.
A reivindicação britânica da área foi baseada nas descobertas de Martin Frobisher (1535–1594) no século XVI. O Reino Unido da Grã-Bretanha e Irlanda passou o controle das ilhas ao Canadá em 1880. São eles o Território do Noroeste e a Terra de Rupert. After the 1880 transfer Canada gradually incorporated the islands with Rupert's Land into the Northwest Territories. The transfer was necessary over the fear of American interest in the area as part of the Monroe Doctrine.
Estes territórios posteriormente se tornaram Columbia Britânica, Alberta, Saskatchewan, Manitoba, norte de Ontário, Territórios do Noroeste, Yukon, Nunavut, norte de  Quebéc (ou Península Ungava) e Labrador.